# Craibia atlantica
Craibia atlantica är en ärtväxtart som beskrevs av Stephen Troyte Dunn. Craibia atlantica ingår i släktet Craibia, och familjen ärtväxter. IUCN kategoriserar arten globalt som sårbar. Inga underarter finns listade i Catalogue of Life.